# Franz Leopold Schmelzer
Franz Leopold Schmelzer (* 22. Juli 1965) ist ein österreichischer Film- und Fernsehregisseur.

## Leben
Von 1980 bis 1985 absolvierte Schmelzer die HTBLVA Graz-Ortweinschule / Fachsparte Film und MultimediaArt in Graz und begann 1986 ein Studium an der Filmakademie Wien, das er 1996 mit einem Regie-Diplom bei Peter Patzak beendete. Danach ging er auf Studienreisen nach Israel, Türkei, Frankreich, auf den Balkan und die Iberische Halbinsel und sammelte Dreherfahrungen. Mit Fachexkursionen in der ehemaligen UdSSR, den USA und Großbritannien erweiterte er sein Wissen. 1997 erhielt er in Österreich ein Postgraduate-Stipendium und besuchte Kurse an der University of California (UCLA) Extensions / Entertainment Studies Professional Training in Film & TV and Music, und 2003 belegte er den Documentary-Campus-Masterschool und nahm am History-Producers-Congress in Paris teil. Danach absolvierte er 2004 ein Berufspraktikum bei „Granada-Bristol“, damals eine der größten TV-Produktionsfirmen in Großbritannien.
Neben einer Vielzahl von Dokumentarfilmen, bei denen er Regie führte, produzierte er 1994 Eine zerbrochene Zeit und 1995 Grenzgänger, bei dem er auch das Drehbuch schrieb. Verschiedene Dokumentarfilme von Schmelzer sind auch als DVD erschienen.
Schmelzer war außerdem von 1997 bis 2000 Jurymitglied des Film- und Videopreises des Landes Steiermark, daneben von 1999 bis 2007 Lehrbeauftragter am Fachhochschulstudiengang für Informationsberufe in Eisenstadt, von 2001 bis 2008, Vorstandsmitglied der ADA (Austrian Directors Association), von 2003 bis 2007 Mitglied der Generalversammlung der Diagonale und seit 2003 Lehrbeauftragter an der Donau-Universität Krems, dem österreichischen Studienzentrum für TV & Film – Produktion.
2015 wurde Schmelzer mit seiner Universum-Dokumentation Afrikas Wilder Westen für den International Emmy Award im Bereich Dokumentation nominiert.
Die ZDF Terra-X-Dokumentation Das Bronzekartell (Regie: Schmelzer, Drehbuch: Gerhard J. Rekel) wurde in der National Gallery of Art in Washington aufgeführt.
Seit 2015 unterrichtet er an der HTBLVA Graz-Ortweinschule / Fachsparte Film und MultimediaArt als Lehrer für Filmgeschichte, Filmgestaltung und Regie.
Im Jahr 2016 wurde die internationale Koproduktion Maximiliano (Maximilian von Mexiko – Der Traum vom Herrschen) vom mexikanischen Partner „SPR“ zum „Prêmios-TAL 2016“ in Uruguay eingereicht, und zu den besten 4 Dokumentationen des Jahres nominiert.
2025 unterstützte Schmelzer die Dokumentation Projekt Marmor – verdrängt und vergessen seiner beiden Schüler Artur Irmler und Fynn Prünster.

## Filme (Dokumentarfilme)
- 1984: Kaspar auf den Tisch
- 1987: Dem Vogel ist egal, wo sein Käfig hängt
- 1991: Die vergessene Minderheit
- 1992: Die Engerln am Strick
- 1994: Blutige Erde – Isonzo, Sloweniens vergessenes Tal
- 1994: Eine zerbrochene Zeit
- 1995: Grenzgänger
- 1996: Štajerska, die andere Steiermark
- 1997: Universum – Viecher sind auch nur Menschen. Das Beste von Antal Festetics aus 25 Jahren „Wildtiere und Wir“
- 1999: Hundstage
- 2000: Wüstenväter
- 2000: Eremiten – Einsiedeln
- 2000: Die Herren der Unterwelt
- 2001: Das Geheimnis des Fisches
- 2004: Tatsachen – Wer war der letzte Gast
- 2004: Tatsachen – Der liebe Nachbar
- 2004: Die Heilige Lanze – Der Schicksalsspeer der Mächtigen
- 2005: Tatsachen – Phantom der Oper
- 2005: Tatsachen – Katzenmama von Simmering
- 2005: Tatsachen – Die Tote ohne Gesicht
- 2005: Was Sie schon immer über die EU wissen wollten
- 2006: Top Secret – Spione, Helden und Verräter
- 2006: Top Secret – Wirtschaft im Spionagenetz
- 2006: Bruder Manager – Was Chefs von Mönchen lernen können
- 2007: Das Bronze-Kartell – Wirtschaftsboom im Mittelmeer
- 2008: Balkan Express
- 2008: Terra X – Expedition ins Unbekannte – Das Bronzekartell – Wirtschaftsboom am Mittelmeer
- 2008: Terra X – Expedition ins Unbekannte – Jagd nach dem goldenen Vlies – Aufbruch nach Georgien
- 2009: Minarette – eine österreichische Erregung
- 2012: Eingeschenkt – Mittel- und Südburgenland – Wege zur Weltklasse
- 2012: Eingeschenkt – Bergland Österreich – Wein zwischen Alpen und Almen
- 2012: Eingeschenkt – Südost- und Weststeiermark – Kaltes Feuer, wilder Wein
- 2012: Eingeschenkt – Südsteiermark – Der Sonne entgegen
- 2013: Menschen, Mythen und Legenden: Die Mumien des Abendlandes
- 2014: Maximilian von Mexiko – Der Traum vom Herrschen
- 2014: Universum: Afrikas wilder Westen
- 2018: Die Könige Afrikas – Teil 1
- 2018: Die Könige Afrikas – Teil 2
- 2018: Die Könige Afrikas – Teil 3
- 2021–2022: Faszination Karawanken – Mythos Grenze
- 2023: Wein und Stein – Vom steirischen Urmeer zum Weinberg

## Auszeichnungen
- 1992: „Beste Idee“/„Innovativster österreichischer Film“, Int. Juvenale, Klagenfurt
- 1992: Filmförderungspreis des Landes Steiermark
- 1993: Grand Prix „Le coq joli“ Belgien
- 1994: Filmpreis der Diözese Seckau Graz
- 1996: „Second Award for Best Narrative Film“ Central Florida Filmfestival/USA
- 1998: „Euro-Comenius-Medaille“ Bochum
- 2001: „Bronzene Pyramide“ für Doku ITVA (Int. TV Association) Köln
- 2008: „Erasmus Euromedia Award 2008“, Wien
- 2009: Festival International du film d'archéologie de Besançon, Prix „jeune public“, Frankreich
- 2010: „Award For Script“ AGON-International Meeting of Archaeological Film, Athen[1]
- 2015: „International Emmy® Awards Nomination“, USA[8]
- 2015: Award „José Pagés Llergo 2015“, Mexiko[9]
- 2015: Award „best casting“, Pantalla de Cristal, Mexiko[10]
- 2015: „Silver Dolphin“, Cannes Corporate Media & TV Awards, Frankreich[11]
- 2015: „Highly Commended Diploma“, Matsalu Nature Film Festival, Estland[12]
- 2015: “Gold Award”, Deauville Green Awards, Frankreich[13]
- 2015: „Gold World Medal“, New York Festivals® International Television & Film Awards[14]
- 2016: „Certificate of Creative Excellence“, US International Film & Video Festival, USA
- 2016: Nomination / best documentary, Prêmios-TAL / Award of public television stations of Latin America, DocMontevideo Filmfestival, Uruguay